# Bohaskaia monodontoides
A Bohaskaia monodontoides az emlősök (Mammalia) osztályának párosujjú patások (Artiodactyla) rendjébe, ezen belül a narválfélék (Monodontidae) családjába tartozó Bohaskaia fosszilis emlősnem egyetlen faja.

## Előfordulása
A Bohaskaia monodontoides a kora pliocén korszakban élt, körülbelül 5-3 millió évvel ezelőtt. Maradványait az Amerikai Egyesült Államokhoz tartozó Virginia és Észak-Karolina államokban találták meg. A megtalálási helyek arra utalnak, hogy a narválfélék korábban a melegebb vizekben is éltek; a Bohaskaia monodontoides a korai Észak-Atlanti-óceán délebbi területeit népesítette be.
Felfedezői, leírói és megnevezői Jorge Vélez-Juarbe és Nicholas D. Pyenson.

## Fordítás
- Ez a szócikk részben vagy egészben  a   Bohaskaia című angol Wikipédia-szócikk ezen változatának fordításán alapul.  Az eredeti cikk szerkesztőit annak laptörténete sorolja fel. Ez a jelzés csupán a megfogalmazás eredetét és a szerzői jogokat jelzi, nem szolgál a cikkben szereplő információk forrásmegjelöléseként.